# Constituciones de Yucatán

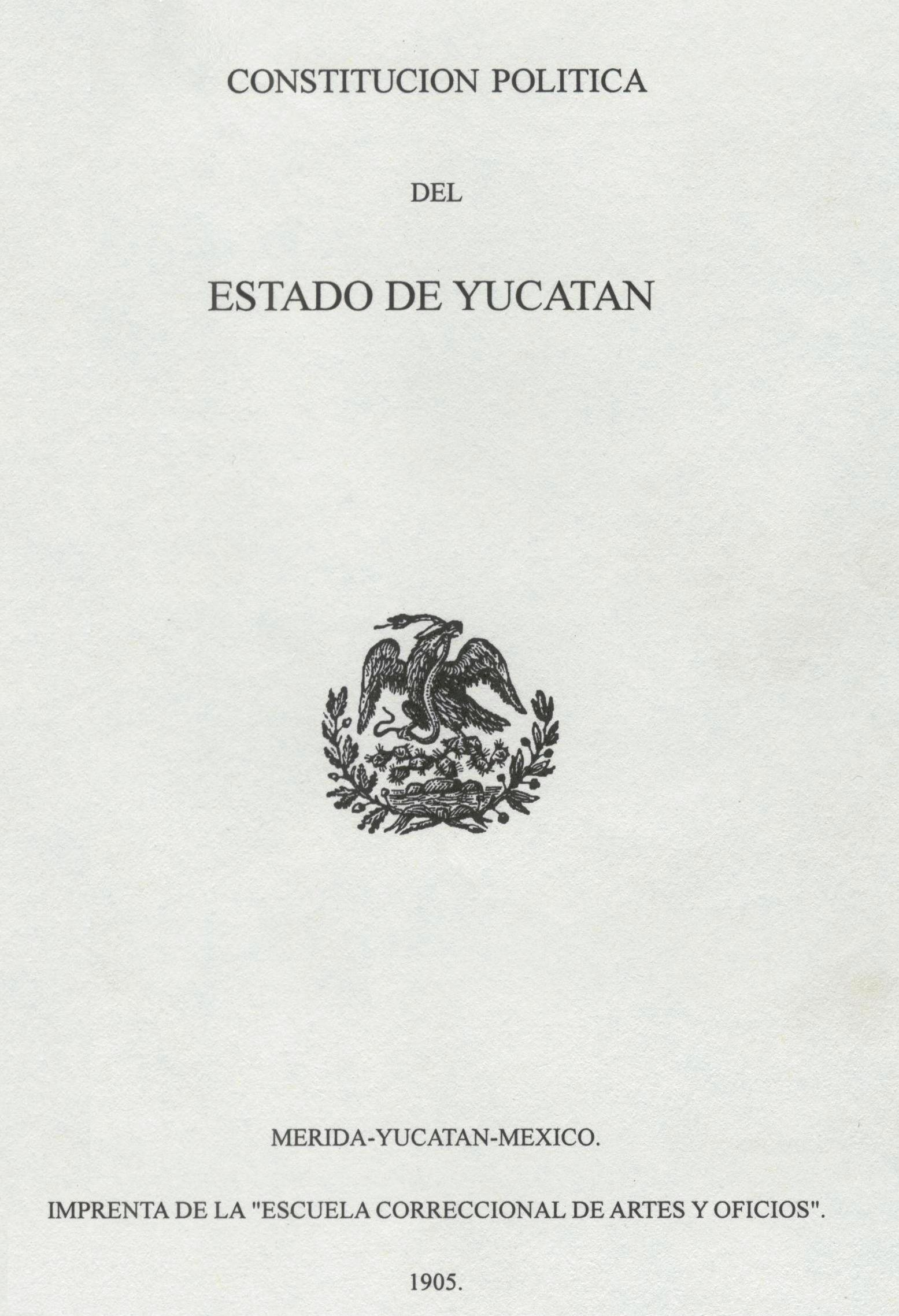
Portada de una constitución de Yucatán impresa en Mérida, Yucatán, México, el año de 1905 en el periodo pre-revolucionario.

La Constitución Política de Yucatán, es la norma fundamental que rige jurídicamente al estado libre y soberano de Yucatán, una de las 32 entidades federativas en que están constituidos los Estados Unidos Mexicanos. Fue redactada por el Congreso Constituyente del Estado presidido por Héctor Victoria Aguilar en 1918 y promulgada por el general Salvador Alvarado, gobernador pre-constitucional de Yucatán. Aunque su texto ha sido revisado y parcialmente reformado a lo largo del siglo XX, las reformas más importantes fueron tal vez las introducidas en 1938.
La Constitución vigente es históricamente la quinta Constitución del Estado de Yucatán.

## Elementos históricos de las Constituciones de Yucatán
A lo largo de casi dos siglos y tras cinco experiencias de otras tantas legislaturas constituyentes se ha venido fraguando el texto de la carta magna del Estado de Yucatán. Cada una de esas experiencias, con su respectivo fruto, obedeció a su tiempo y circunstancia, y conforman entre todas ellas el hilo conductor de la juridicidad en Yucatán.

### Primera Constitución (1825)
Una vez proclamada la independencia, se instaló un Congreso Constituyente el 20 de agosto de 1823 presidido por don José María Quiñones y actuando como secretarios Pedro José Guzmán y Manuel Jiménez. Mientras este se daba a la tarea de redactar la constitución que regiría a Yucatán, se expidió un decreto mediante el cual se adoptaba transitoriamente la Constitución de Cádiz que había sido promulgada el 19 de marzo de 1812. El 6 de abril de 1825 se promulgó la primera Constitución Política del "Estado" Libre de Yucatán en la que se estableció que la República de Yucatán sería, popular, representativa y federada en la República de México. 
Como la de Cádiz, esta constitución se inició con el nombre de "Dios Todopoderoso". En ella se daba preponderancia al Poder Legislativo sobre el Poder Ejecutivo y el Judicial y se preconizaba un proceso de elección popular indirecta. También se mencionaron los derechos humanos que más tarde habrían de consignarse en las Constituciones de México como Garantías individuales. 
Esta Constitución no pudo ser puesta en vigor por efecto de dos golpes centralistas que quitaron a Yucatán su soberanía quedando sometido al gobierno central de México.

### Segunda Constitución (1841)
Fue promulgada el 16 de mayo de 1841, habiéndose establecido otro Congreso Constituyente bajo la presidencia de don Andrés Ibarra de León. Se considera que el principal autor de este texto fue el jurista Manuel Crescencio Rejón quien a través de esta Carta Magna más tarde aportó a la Constitución Federal de México el texto institutivo del Juicio de amparo. Esta segunda Constitución constó de 80 artículos y 3 transitorios, estableciéndose la elección popular directa, el bicamerismo (Cámara de Diputados y Cámara de Senadores) y de manera sobresaliente, la libertad de creencias.
El texto cobró relevancia internacional, al considerarse que se aportó con él, la figura del amparo a la tradición jurídica latinoamericana.

### Tercera Constitución (1850)
Se promulgó en septiembre de 1850 basándose en la de 1825 a la que se incorporaron algunos preceptos de la Constitución de 1841. Fueron su redactores los diputados Manuel González, Pablo Lanz, Manuel Alonzo Peón, Vicente Solís Rosales y José María Vargas, quienes integraron una comisión para tal efecto. Constó de 59 artículos y en el primero se instituyó que Yucatán era parte integrante de la Nación Mexicana como quedaba establecido en el Pacto Federal. En ella se suprimió el Juicio de amparo y se volvió a establecer la elección popular indirecta, manteniéndose la división de poderes y el bicamerismo. 
Se considera, por lo anterior, que esta Constitución representó un retroceso en lo referido a las garantías individuales y a los derechos políticos de los ciudadanos yucatecos.

### Cuarta Constitución (1862)
Promulgada el 25 de abril de 1862 siendo Gobernador provisional Liborio Irigoyen. Fue ampliada a 114 artículos y tomó como matriz la Constitución Federal de México de 1857 por cuanto a los derechos garantizados. La redacción del texto se adaptó también al de la Constitución local de 1850. 
En esta nueva ley fundamental la iglesia católica dejó de ser la oficial en el estado. Campeche dejó de pertenecer al estado de Yucatán y el bicamerismo fue desechado, depositándose el ejercicio del poder legislativo en una Legislatura Constitucional del Estado de Yucatán. Volvió a establecerse la elección popular directa, reduciéndose el período de gestión del titular del ejecutivo estatal de cuatro a dos años y prohibiéndose su reelección en el período inmediato siguiente. 
Esta Constitución fue suspendida con el establecimiento del imperio de Maximiliano, pero volvió a cobrar vigor cuando terminó el mismo. Es el antecedente directo de la actual y vigente constitución, aunque sufrió alteraciones relativamente importantes durante los años que siguieron, tales como la sanción al texto realizada durante la gestión de los gobernadores Manuel Cirerol y, más tarde, Olegario Molina, que introdujeron la división del territorio estatal en partidos y el restablecimiento del período gubernamental de cuatro años.

### Quinta Constitución (1918)
Es la Constitución actualmente vigente, independientemente de las reformas y adiciones que a lo largo del siglo XX se han realizado al texto original. Promulgada en 1918, la norma fue redactada por la XXV Legislatura del Congreso del Estado usando como modelo el texto de la Constitución Federal de los Estados Unidos Mexicanos de 1917, que a su vez había sido promulgada el 5 de febrero de tal año. 
En esta Legislatura participó Héctor Victoria Aguilar, ya mencionado, que había sido diputado constituyente en Querétaro en 1917, durante la preparación de la Constitución Federal de México y a quién se considera padre del derecho social mexicano por sus aportes al artículo 123 de la mencionada carta magna que lo instituye. Además de Victoria Aguilar, participaron en esa Legislatura constitutiva yucateca, entre otros, Felipe Carrillo Puerto, Santiago Burgos Brito, Manuel Berzunza y Pedro Solís Cámara. La Enciclopedia Yucatán en el Tiempo, dice del texto original de la Constitución yucateca de 1918: 

"...considerada en aquella época como la más liberal y la más avanzada del México moderno"

## Contenido de la Constitución actual
El texto actual consta de los mismos 109 artículos contenidos en 11 títulos que el texto original de 1918 aunque ya muy decantados. Su articulado ha sido modificado a lo largo de casi un siglo de vigencia, mediante decretos (son más de 750 hasta los más recientes del año 2009) que han actualizado el contenido de la Carta, adecuándolo a los tiempos y circunstancias de la sociedad yucateca.
Destacan en el contenido de esta norma fundamental los siguientes artículos:
- Artículo 5.- Son Yucatecos: I.- Todos los nacidos dentro o fuera del territorio del Estado, de padres yucatecos; II.- Los nacionales originarios de las demás Entidades de la República Mexicana, que hubiesen residido en el Estado seis meses consecutivos; y III.- Los extranjeros que se naturalicen con arreglo a las Leyes de la República y que hubieren residido en el Estado seis meses consecutivos.

- Artículo 7 Bis.- que reconoce el derecho a la libre determinación del pueblo maya, bajo un marco autonómico en armonía con la unidad Estatal.

- Artículo 12.- "El Estado de Yucatán es parte integrante de los Estados Unidos Mexicanos: y es libre y soberano en todo lo que concierne a su régimen interior, conforme a los principios establecidos en la Constitución Federal".

- Artículo 14.- "El Territorio del Estado de Yucatán tiene la extensión y los límites que demarca la Constitución Federal; lo constituye la parte norte de la Península de Yucatán, que queda limitada por una línea divisoria que, partiendo del vértice noreste sigue el arco del meridiano 87 grados, 32 minutos (longitud oeste de Greenwich), hasta su intersección con el paralelo 21 grados; y de allí continúa hasta encontrar el paralelo que pasa por la torre sur de la Iglesia de Chemax, 20 kilómetros al oriente de este punto; llegando después al vértice del ángulo formado por las líneas que dividen los Estados de Yucatán y Campeche, cerca de Put..."

- Artículo 88.- "El trabajo es un derecho que la sociedad otorga al individuo y un deber del individuo para con la sociedad. En consecuencia, el Estado procurará resolver el problema de la desocupación y reprimirá con sanciones la vagancia y la mendicidad..."

- Artículo 90.- "Los habitantes del Estado tienen derecho a la educación y la cultura, entendiéndolas como una prerrogativa social".

- Artículo 90. Apartado A. Fracción II .- "Respecto a la educación del pueblo maya, será objeto de atención especial por parte del Estado, su acceso se garantizará, mediante leyes y programas que contribuyan a su propio desarrollo, de manera equitativa y sustentable, así como, la educación bilingüe e intercultural, basado en el principio de equidad entre las comunidades; estableciendo los mecanismos que permitan el fomento, subsistencia, enriquecimiento, defensa y orgullo de la cultura maya, así como el respeto por otras culturas..."

- Artículo 95 Bis.- "El Estado garantizará, protegerá y promoverá el desarrollo social, económico, político y cultural del pueblo maya. El Estado y sus municipios, dentro del ámbito de sus respectivas competencias, con la participación de las comunidades mayas y en coordinación con las mismas, deberán: I.- Procurar la incorporación de las mujeres mayas al desarrollo, mediante programas de capacitación y apoyo a los proyectos productivos, la protección de su salud, el otorgamiento de estímulos para favorecer su educación y participación en la toma de decisiones relacionadas con la vida comunitaria..."

- Artículo 109.- "La Constitución no perderá su fuerza y vigor aun cuando por alguna rebelión se interrumpa su observancia. En caso de que por algún trastorno público se establezca en el Estado un Gobierno contrario a los principios que ella sanciona, tan luego como el pueblo recobre su libertad, se restablecerá su observancia, y con arreglo a ella y a las leyes que en su virtud se hubieren expedido, serán juzgados, así los que hubieren figurado en el Gobierno emanado de la rebelión, como los que hubieren cooperado a esta..."